# Beskyddare av de två heliga moskéerna
Beskyddare av de två heliga moskéerna (Arabiska: خادم الحرمين الشريفين Ḫādim al-Ḥaramayn aš-Šarīfayn), ibland översatt som De två nobla fristädernas tjänare eller Beskyddare av de två heliga städerna, är en religiös kunglig titel som har använts av många muslimska härskare, bland annat Ayyubiderna, Mamluksultanatet, sultanerna i Osmanska riket, och dagens kungar i Saudiarabien. Titeln är en hänvisning till att monarken tar på sig ansvaret för att vakta och underhålla de två heligaste moskéerna inom Islam: Masjid al-Haram ("Den heliga moskén") i Mecka, och Masjid an-Nabawi ("Profetens moské") i Medina.

## Källhänvisningar
1. 1 2  Wood, Paul (1 augusti 2005). ”Life and legacy of King Fahd”. BBC News. http://news.bbc.co.uk/2/hi/middle_east/4734505.stm. Läst 6 april 2011.
2. ↑  ”Custodian of the Two Holy Mosques King Abdullah bin Abdulaziz”. Arkiverad från originalet den januari 20, 2011. https://web.archive.org/web/20110120070401/http://www.saudiembassy.or.jp/En/SA/custodian2.htm. Läst 6 april 2011.